# Факула Лікт

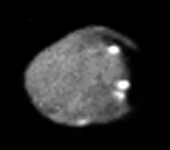
Амальтея (знімок «Вояджера-1», 1979). Яскрава пляма внизу — факула Лікт, вгорі — факула Іда

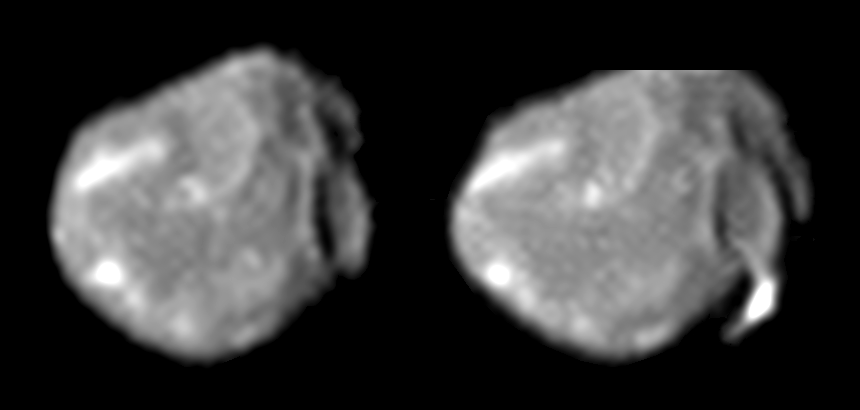
Знімки «Галілео», 1999. Факула Лікт — ліворуч унизу, факула Іда — ліворуч угорі

Факула Лікт (лат. Lyctos Facula) — факула (яскрава пляма) на супутнику Юпітера Амальтеї. Розмір — близько 25 км. Знаходиться на тому кінці супутника, що спрямований від Юпітера (координати 7°S, 172°W). Розташована на хребті, що тягнеться уздовж меридіану. Це одна з двох найменованих факул Амальтеї (друга — факула Іда). Втім, на Амальтеї є і більші, і яскравіші, але безіменні світлі області.
Факулу Лікт було відкрито на знімку, зробленому космічним апаратом «Вояджер-1» у 1979 році. Згодом її відзняв апарат «Галілео», що досліджував систему Юпітера з 1995 по 2003 рік.
Ця факула названа ім'ям критського міста Лікт, поблизу якого виріс Зевс. Це пов'язане з рішенням Міжнародного астрономічного союзу називати деталі поверхні Амальтеї іменами осіб та місцевостей, що фігурують у міфах про Амальтею — козу, молоком якої годували маленького Зевса. Початково об'єкт називався просто «Лікт» (Lyctos); цю назву було затверджено Міжнародним астрономічним союзом у 1979 році. У 1985 році для найменування деталей поверхні Ганімеда було введено у вжиток термін «факула», і через деякий час його додали і до назв яскравих плям на Амальтеї. Таким чином, зараз об'єкт називається «факула Лікт» (Lyctos Facula). Крім того, в популярній літературі трапляється назва Mons Lyctos чи Mons Lyctas («гора Лікт»).
Походження факули Лікт, як і інших яскравих плям на Амальтеї, невідоме. Можливо, яскрава речовина була викинута на поверхню метеоритним ударом. За іншою версією, яскравість цієї факули, як і сусідньої факули Іда, пов'язана з їх розташуванням на височинах. Можливо, речовина, що вкриває поверхню Амальтеї, поступово переміщується з височин униз, і на поверхні опиняється світліша речовина з глибин. Подібна залежність альбедо від висоти спостерігається і на деяких інших малих тілах Сонячної системи, наприклад, на Деймосі та Гаспрі. Окрім великої яскравості, факули Амальтеї вирізняються менш червоним, ніж у околиць, відтінком.